# LO's kulturpris
LO's kulturpris er en hædersbevisning, der uddeles af LO til en kunstner, der har gjort sig særligt gældende i forhold til fagbevægelsens medlemmer og værdigrundlag.
Prisen blev indstiftet i 1978 i forbindelse med LO's 80 års jubilæum.
Prisen blev de første år oftest delt mellem flere personer. Siden 1998 er prisen på 100.000 kr, som hvert år tildeles én person.

## Prismodtagere
- 2008 Natasjas Mindefond
- 2007 Pia Fris Laneth
- 2006 Omar Marzouk
- 2005 Lars Engels
- 2004 Niels Hausgaard
- 2003 Roald Als
- 2002 Cecil Bødker
- 2001 Jesper Christensen
- 2000 Jan Sonnergaard[2]
- 1999 Rasmus Lyberth og Erik Styrbjørn Pedersen
- 1998 Per Holst

- – -
- 1996 Allan Olsen
- 1995 Syngepigerne på Bakken; Ida og Bent From; Albert Hytteballe Petersen; Mosambigband
- 1994 Anker Jørgensen
- 1993 Projekt Sikker Havn og Carsten Bo Jensen
- 1992 Kirsten Lehfeldt, Nils Ufer, Stanley Samuelsen & Nis P. Jørgensen
- 1991 Johnny Madsen, Birgitte Bruun, Ole Christensen, Frontløberne, Palle Mikkelborg, Dorrit Willumsen
- 1990 Ernst Bruun Olsen, Maria Helleberg, Frits Helmuth, Finn Mickelborg
- 1989 Vita Andersen, Anne Marie Helger, Eigil Andersen
- 1988 Kirsten Thorup, Kim Sjøgren
- 1987 Hans Mogens Voigt Steffensen
- 1986 Anne Linnet, Keld Kirkegaard, Lean Nielsen, Palle Nielsen, Jørgen Roos, Ib Spang Olsen
- 1985 Benny Andersen og Poul Dissing, Vera Myhre, Palle Jørgensen, Viggo Rivad, Ove Sprogøe,Poul Ørum
- 1984 Bille August, Ivan Barington, Henry Heerup, Ejner Johansson, Lars Lundgaard, Anne Maria Lütken, Erik Paaske, Bjarne Wahlgren
- 1983 Otto Brandenburg, Helge Ernst, Børge E. Nielsen, Kurt Ravn, Else Bülow, Halfdan Rasmussen, Hanne Reintoft, Jeff Bagger og Jørgen Thyde
- 1982 Karen-Lise Mynster, Hilmar Wulff, Ove Verner Hansen, Dan Sterup-Hansen, Søren Kragh-Jacobsen
- 1981 Robert Jacobsen, Kolonihaveforbundet for Danmark, Klaus Albrectsen, Erik Balling, Demokraten Weekend, Tegnestuen Vandkunsten, Svend Heinild
- 1980 Morten Arnfred, Jytte Abildstrøm, Rudolf Broby-Johansen, Tine Bryld, John Nehm, Bo Schiøler
- 1979 Martha Christensen, Brugsen

## Diverse
Norsk LO uddeler hvert år en pris med samme navn, til lignende formål som den danske pris. Den norske pris er på 50.000 norske kroner.